# Taça de Portugal 1983/84
Die Taça de Portugal 1983/84 war die 44. Austragung des portugiesischen Pokalwettbewerbs. Er wurde vom portugiesischen Fußballverband ausgetragen. Pokalsieger wurde der FC Porto, der sich im Finale gegen Rio Ave FC durchsetzte. Porto qualifizierte sich damit für den Europapokal der Pokalsieger 1984/85.
Alle Begegnungen wurden in einem Spiel ausgetragen. Bei unentschiedenem Ausgang wurde zur Ermittlung des Siegers eine Verlängerung gespielt. Stand danach kein Sieger fest, wurde das Spiel wiederholt, eventuell mit Verlängerung und Elfmeterschießen.

## Teilnehmende Teams
| Primeira Divisão (16) | Segunda Divisão (48) | Segunda Divisão (48) | Segunda Divisão (48) |
| --- | --- | --- | --- |
| - RD Águeda - Benfica Lissabon - Sporting Braga - Boavista Porto - SC Espinho - GD Estoril Praia - SC Farense - FC Penafiel - Portimonense SC - FC Porto - Rio Ave FC - SC Salgueiros - Sporting Lissabon - Varzim SC - Vitória Guimarães - Vitória Setúbal | - Académica de Coimbra - Académico de Viseu FC - GC Alcobaça - Amora FC - Anadia FC - FC Barreirense - SC Beira-Mar - Belenenses Lissabon - Benfica e Castelo Branco - Caldas SC - GD Chaves - CD Cova da Piedade - SC Covilhã - O Elvas CAD - CF Esperança Lagos - CF Estrela Amadora | - AD Fafe - FC Famalicão - CD Feirense - Gil Vicente FC - AD Guarda - Leixões SC - FC Lixa - Lusitano GC Évora - Marítimo Funchal - Nacional Funchal - Naval 1º de Maio - Odivelas FC - SC Olhanense - CD Olivais e Moscavide - FC Paços de Ferreira - GD Peniche | - GD Riopele - UD Rio Maior - SG Sacavenense - AD Sanjoanense - AR São Martinho - GD Sesimbra - Silves FC - FC Tirsense - União de Tomar - SC União Torreense - União de Coimbra - União Leiria - União Madeira - CA Valdevez - UD Valonguense - FC Vizela |
| Terceira Divisão (96) | | | |
| - CD Alcains - CDR Alferrarede - Almada AC - GDR Alpalhoense - ACR Alvorense - Amarante FC - Atlético CP - GD Atouguiense - Desportivo Aves - SC Barco - GD da Quimigal Barreiro - CD Beja - Benefica Águia - SCE Bombarralense - GD Bragança - CF Bucelenses - Caçadores Taipas - AC Cacém - Juventude Campinense - SC Campomaiorense - GDR Canaviais - Casa Pia AC - CD Cerveira - FC Cesarense | - União Futebol Comércio e Indústria - Ermesinde SC - SC Esmoriz - CD Estarreja - SC Estela Portalegre - Estrela Vendas Novas - Juventude Évora - FC Felgueiras - SC Freamunde - CD Gouveia - CD José Alves - SC Lamego - Leça FC - SC Leiria e Marrazes - AD Limianos - Lusitano FC Vildemoinhos - SC Lusitânia - Lusitânia Lourosa - Lusitano VRSA - GD Mangualde - FC Marco - CF Marialvas - SL Marinha - GD Marinhais | - AC Marinhense - GD Mealhada - Merelinense FC - SC Mirandela - FC Mogadourense - Desportivo Monção - CD Montijo - Moreirense FC - GD Nazarenos - Sport Nisa e Benefica - SL Olivais - Oliveira do Bairro SC - UD Oliveirense - Clube Oriental de Lisboa - AD Ovarense - SC Paivense - Paio Pires FC - USC Paredes - AD Poiares - AD Ponte da Barca - CD Portalegrense - GD Prado - CDR Quarteirense - SC Régua | - CD Santa Clara - UDC São Bernardino - AD São Romão - GD Samora Correia - FC Seixal - Sport União Sintrense - GD Sourense - URD Tires - CD Tondela - GD Torralta - CF Trafaria - União de Almeirim - União Lamas - União FC Moitense - GD Santacombadense - UD Santarém - Tortosendo Benfica - CF Valadares - SC Valenciano - Vasco da Gama AC - GD Vialonga - SC Vianense - SC Vilanovense - Sport Viseu e Benfica |
| Distrikte (32) | | | |
| - CF Armacenenses - AA Avanca - SC Mineiro Aljustrelense - FC Alverca - UD Belmonte - CF Benfica - SC Castêlo da Maia - CD Cinfães | - Atlético Cucujães - Douiro FC - CF Os Elvenses - CD Fátima - Fayal SC - Febres SC - Forjães SC - AD Fornos de Algodres | - Recreativo Grandolense - SC Ideal - SL Nelas - UR Mirense - CRD Moreirense - CF Oliveira do Douro - Juventude Sabrosa - Juventude Sarilhense | - CD Pedrulhense - SC Praiense - Santa Maria FC - SC Santacruzense - GD Torre de Dona Chama - União de Montemor - Vieira SC - ID Vieirense |

## 1. Runde
Die Vereine der Primeira und Segunda Divisão stiegen erst in der 2. Runde ein. Die Spiele fanden am 5. Oktober 1983 statt. (SC Praiense – SC Santacruzense am 15. Januar 1984)
|                          | Ergebnis  |                                    |
| ------------------------ | --------- | ---------------------------------- |
| ID Vieirense             | 0:0 n. V. | CD Cinfães                         |
| União de Almeirim        | 2:1       | CD Tondela                         |
| Tortosendo Benfica       | 2:3 n. V. | SC Barco                           |
| SC Mineiro Aljustrelense | 1:2       | ACR Alvorense                      |
| FC Alverca               | 1:0       | Fayal SC                           |
| Atlético CP              | 2:2 n. V. | União FC Moitense                  |
| AC Cacém                 | 2:0       | URD Tires                          |
| AD São Romão             | 0:1       | SC Estela Portalegre               |
| UDC São Bernardino       | 0:2       | CDR Alferrarede                    |
| Sport Nisa e Benefica    | 5:1       | UD Belmonte                        |
| UR Mirense               | 2:1       | CD Portalegrense                   |
| Oliveira do Bairro SC    | 1:2 n. V. | GD Santacombadense                 |
| CF OS Elvenses           | 1:2       | CD Alcains                         |
| CD Pedrulhense           | 0:1       | GD Mealhada                        |
| GD Nazarenos             | 2:0       | AD Poiares                         |
| CD Beja                  | 1:0       | SC Ideal                           |
| GDR Canaviais            | 0:1       | Paio Pires FC                      |
| GD Samora Correia        | 1:0 n. V. | GD Torralta                        |
| CDR Quarteirense         | 0:1       | GD Vialonga                        |
| FC Seixal                | 1:1 n. V. | SC Lusitânia                       |
| CF Trafaria              | 1:2 n. V. | CF Benfica                         |
| Vasco da Gama AC         | 1:1 n. V. | CD Santa Clara                     |
| União de Montemor        | 3:0       | GD da Quimigal Barreiro            |
| CF Bucelenses            | 2:3 n. V. | CD Montijo                         |
| CF Armacenenses          | 1:1 n. V. | Juventude Évora                    |
| Estrela Vendas Novas     | 1:0       | Almada AC                          |
| Casa Pia AC              | 1:0       | Juventude Campinense               |
| Juventude Sarilhense     | 0:2       | Recreativo Grandolense             |
| Lusitano VRSA            | 2:1       | União Futebol Comércio e Indústria |
| Clube Oriental de Lisboa | 0:1 n. V. | Benefica Águia                     |
| SL Olivais               | 1:1 n. V. | Sport União Sintrense              |
| SC Leiria e Marrazes     | 2:0       | GD Atouguiense                     |
| GD Marinhais             | 0:1       | SL Nelas                           |
| Leça FC                  | 2:0       | AA Avanca                          |
| SC Freamunde             | 2:1 n. V. | Desportivo Aves                    |
| Lusitânia Lourosa        | 1:0 n. V. | CD José Alves                      |
| Merelinense FC           | 1:0       | Vieira SC                          |
| AD Limianos              | 8:0       | Douiro FC                          |
| SC Mirandela             | 2:1 n. V. | Moreirense FC                      |
| Forjães SC               | 1:4 n. V. | SC Esmoriz                         |
| Ermesinde SC             | 3:2       | SC Régua                           |
| GD Bragança              | 0:0 n. V. | SC Valenciano                      |
| Amarante FC              | 1:4       | CF Valadares                       |
| Caçadores Taipas         | 1:0       | FC Marco                           |
| SC Castêlo da Maia       | 1:0       | FC Felgueiras                      |
| Atlético Cucujães        | 0:2       | Desportivo Monção                  |
| FC Cesarense             | 1:0       | SC Lamego                          |
| AD Ovarense              | 1:0       | AD Ponte da Barca                  |
| GD Prado                 | 4:1       | Santa Maria FC                     |
| Febres SC                | 1:2       | CD Fátima                          |
| CRD Moreirense           | 0:0 n. V. | UD Santarém                        |
| CD Gouveia               | 2:0       | Sport Viseu e Benfica              |
| Lusitano FC Vildemoinhos | 1:0       | AC Marinhense                      |
| SL Marinha               | 0:1 n. V. | CD Estarreja                       |
| GD Mangualde             | 2:0       | AD Fornos de Algodres              |
| SC Campomaiorense        | 1:0       | UD Oliveirense                     |
| SCE Bombarralense        | 0:0 n. V. | CF Marialvas                       |
| União Lamas              | 10:00     | CD Cerveira                        |
| GD Torre de Dona Chama   | 0:3       | SC Paivense                        |
| USC Paredes              | 3:2 n. V. | CF Oliveira do Douro               |
| SC Vianense              | 1:0       | FC Mogadourense                    |
| GDR Alpalhoense          | 1:0       | GD Sourense                        |
| SC Vilanovense           | 3:0 n. V. | Juventude Sabrosa                  |
| SC Praiense              | 1:3 n. V. | SC Santacruzense                   |

### Wiederholungsspiele
|                       | Ergebnis              |                   |
| --------------------- | --------------------- | ----------------- |
| Sport União Sintrense | 1:0                   | SL Olivais        |
| UD Santarém           | 2:1                   | CRD Moreirense    |
| SC Valenciano         | 1:1 n. V. (3:4 i. E.) | GD Bragança       |
| CD Santa Clara        | 0:0 n. V. (6:5 i. E.) | Vasco da Gama AC  |
| CF Marialvas          | 3:4                   | SCE Bombarralense |
| Juventude Évora       | 5:1                   | CF Armacenenses   |
| SC Lusitânia          | 5:0                   | FC Seixal         |
| União FC Moitense     | 1:2 n. V.             | Atlético CP       |
| CD Cinfães            | 0:0 n. V. (5:6 i. E.) | ID Vieirense      |

## 2. Runde
Die Spiele fanden am 5. und 6. November 1983 statt. (SC Santacruzense – CD Fátima am 22. Januar 1984)
|                          | Ergebnis  |                          |
| ------------------------ | --------- | ------------------------ |
| Boavista Porto           | 1:2       | Portimonense SC          |
| FC Cesarense             | 3:2       | CD Santa Clara           |
| SC Beira-Mar             | 4:1       | Lusitânia Lourosa        |
| SC Lusitânia             | 0:0 n. V. | União de Almeirim        |
| Nacional Funchal         | 5:1       | UR Mirense               |
| GD Samora Correia        | 1:0       | SC Campomaiorense        |
| SG Sacavenense           | 2:2 n. V. | SC Castêlo da Maia       |
| GD Santacombadense       | 0:0 n. V. | SC Leiria e Marrazes     |
| Sporting Braga           | 3:1       | FC Penafiel              |
| GD Riopele               | 4:0       | Recreativo Grandolense   |
| Silves FC                | 1:3       | RD Águeda                |
| USC Paredes              | 1:0       | Benfica e Castelo Branco |
| GD Nazarenos             | 1:0       | Naval 1º de Maio         |
| AD Limianos              | 1:2 n. V. | Belenenses Lissabon      |
| SC Covilhã               | 3:2       | AD Fafe                  |
| GD Peniche               | 5:1       | Estrela Vendas Novas     |
| FC Porto                 | 5:0       | GC Alcobaça              |
| GD Prado                 | 2:1 n. V. | SC Mirandela             |
| União de Montemor        | 1:4       | SC Olhanense             |
| SC Vianense              | 1:0       | Sport União Sintrense    |
| GD Vialonga              | 0:3       | AC Cacém                 |
| ID Vieirense             | 0:1       | Académico de Viseu FC    |
| Vitória Setúbal          | 3:0       | SC Vilanovense           |
| FC Vizela                | 3:2       | União Leiria             |
| UD Valonguense           | 1:0       | Paio Pires FC            |
| CA Valdevez              | 1:0       | AD Sanjoanense           |
| União Madeira            | 3:0       | AD Guarda                |
| União de Coimbra         | 2:0       | CD Feirense              |
| O Elvas CAD              | 3:0       | UD Santarém              |
| União de Tomar           | 1:1 n. V. | Casa Pia AC              |
| CF Valadares             | 1:0       | Leça FC                  |
| Sporting Lissabon        | 6:1       | GD Sesimbra              |
| Sport Nisa e Benefica    | 1:0       | União Lamas              |
| GD Bragança              | 2:1       | CD Olivais e Moscavide   |
| SCE Bombarralense        | 1:3       | Merelinense FC           |
| GD Chaves                | 6:1       | SL Nelas                 |
| CD Cova da Piedade       | 1:0 n. V. | SC Paivense              |
| CD Estarreja             | 0:3       | Benfica Lissabon         |
| SC Esmoriz               | 0:0 n. V. | SC União Torreense       |
| FC Barreirense           | 1:1 n. V. | Académica de Coimbra     |
| SC Barco                 | 3:7       | Vitória Guimarães        |
| GDR Alpalhoense          | 0:1       | AD Ovarense              |
| CD Alcains               | 0:1       | CDR Alferrarede          |
| FC Alverca               | 0:1       | Ermesinde SC             |
| Anadia FC                | 1:0       | AR São Martinho          |
| CD Beja                  | 1:3       | Caldas SC                |
| Atlético CP              | 2:0       | Caçadores Taipas         |
| GD Estoril Praia         | 4:0       | UD Rio Maior             |
| SC Estela Portalegre     | 6:0       | CF Estrela Amadora       |
| Lusitano FC Vildemoinhos | 3:1 n. V. | Benefica Águia           |
| Lusitano VRSA            | 0:5       | Varzim SC                |
| GD Mangualde             | 1:0       | FC Tirsense              |
| GD Mealhada              | 1:2       | SC Salgueiros            |
| CD Montijo               | 2:0       | FC Famalicão             |
| Desportivo Monção        | 2:0       | ACR Alvorense            |
| FC Lixa                  | 1:2 n. V. | SC Espinho               |
| Leixões SC               | 1:1 n. V. | Amora FC                 |
| SC Freamunde             | 0:1       | Marítimo Funchal         |
| SC Farense               | 5:1       | Odivelas FC              |
| CF Benfica               | 1:5       | FC Paços de Ferreira     |
| Gil Vicente FC           | 3:0       | Lusitano GC Évora        |
| Juventude Évora          | 0:1       | Rio Ave FC               |
| CD Gouveia               | 2:2 n. V. | CF Esperança Lagos       |
| SC Santacruzense         | 0:1       | CD Fátima                |

### Wiederholungsspiele
|                      | Ergebnis              |                    |
| -------------------- | --------------------- | ------------------ |
| Casa Pia AC          | 2:0                   | União de Tomar     |
| SC Leiria e Marrazes | 0:0 n. V. (5:3 i. E.) | GD Santacombadense |
| SC União Torreense   | 4:2                   | SC Esmoriz         |
| CF Esperança Lagos   | 3:1                   | CD Gouveia         |
| Académica de Coimbra | 1:2                   | FC Barreirense     |
| Amora FC             | 1:2                   | Leixões SC         |
| SC Castêlo da Maia   | 1:0                   | SG Sacavenense     |
| União de Almeirim    | 2:0                   | SC Lusitânia       |
| CD Fátima            | 4:2                   | SC Santacruzense   |

## 3. Runde
Die Spiele fanden am 1. Dezember 1983 statt. (CF Valadares – Rio Ave FC am 22. Januar 1984, SC Olhanense – CD Fátima am 22. Januar 1984)
|                      | Ergebnis  |                          |
| -------------------- | --------- | ------------------------ |
| O Elvas CAD          | 3:0       | GD Nazarenos             |
| FC Paços de Ferreira | 2:1       | Marítimo Funchal         |
| Portimonense SC      | 6:0       | Sport Nisa e Benefica    |
| Nacional Funchal     | 4:3       | Académico de Viseu FC    |
| SC Leiria e Marrazes | 1:3       | GD Riopele               |
| GD Mangualde         | 0:1       | FC Porto                 |
| CD Montijo           | 2:0       | GD Peniche               |
| SC Salgueiros        | 3:0       | SC Castêlo da Maia       |
| GD Samora Correia    | 1:1 n. V. | Leixões SC               |
| Vitória Guimarães    | 6:0       | Merelinense FC           |
| FC Vizela            | 3:2       | AC Cacém                 |
| UD Valonguense       | 3:1       | Lusitano FC Vildemoinhos |
| União de Coimbra     | 0:0 n. V. | SC União Torreense       |
| Sporting Braga       | 3:0       | CA Valdevez              |
| União de Almeirim    | 1:2       | SC Estela Portalegre     |
| Gil Vicente FC       | 3:2 n. V. | Caldas SC                |
| GD Estoril Praia     | 2:1       | SC Espinho               |
| Atlético CP          | 3:2 n. V. | União Madeira            |
| FC Barreirense       | 3:1       | SC Vianense              |
| Anadia FC            | 1:1 n. V. | Varzim SC                |
| CDR Alferrarede      | 0:1       | SC Farense               |
| RD Águeda            | 5:0       | GD Prado                 |
| SC Beira-Mar         | 3:1       | Desportivo Monção        |
| GD Bragança          | 1:5       | Sporting Lissabon        |
| Ermesinde SC         | 2:3       | Vitória Setúbal          |
| CF Esperança Lagos   | 0:1 n. V. | USC Paredes              |
| CD Cova da Piedade   | 0:3 n. V. | Belenenses Lissabon      |
| GD Chaves            | 3:1       | AD Ovarense              |
| Casa Pia AC          | 1:6       | Benfica Lissabon         |
| FC Cesarense         | 1:2 n. V. | SC Covilhã               |
| CF Valadares         | 1:2 n. V. | Rio Ave FC               |
| SC Olhanense         | 8:0       | CD Fátima                |

### Wiederholungsspiele
|                    | Ergebnis |                   |
| ------------------ | -------- | ----------------- |
| Varzim SC          | 3:1      | Anadia FC         |
| SC União Torreense | 2:0      | União de Coimbra  |
| Leixões SC         | 4:0      | GD Samora Correia |

## 4. Runde
Die Spiele fanden am 30. und 31. Dezember 1983 statt. (SC Olhanense – O Elvas CAD am 7. Februar 1984)
|                      | Ergebnis  |                    |
| -------------------- | --------- | ------------------ |
| Vitória Setúbal      | 0:1       | Gil Vicente FC     |
| GD Riopele           | 0:1       | Rio Ave FC         |
| FC Porto             | 3:0       | UD Valonguense     |
| SC Salgueiros        | 1:0       | Portimonense SC    |
| USC Paredes          | 0:4       | Vitória Guimarães  |
| Varzim SC            | 1:0 n. V. | Sporting Braga     |
| FC Paços de Ferreira | 3:1       | SC Farense         |
| SC Covilhã           | 0:0 n. V. | SC União Torreense |
| CD Montijo           | 4:0       | Leixões SC         |
| SC Beira-Mar         | 0:0 n. V. | FC Vizela          |
| FC Barreirense       | 2:0       | Atlético CP        |
| Belenenses Lissabon  | 5:0       | Nacional Funchal   |
| Benfica Lissabon     | 4:0       | GD Chaves          |
| SC Estela Portalegre | 1:5       | Sporting Lissabon  |
| GD Estoril Praia     | 2:1       | RD Águeda          |
| SC Olhanense         | 0:1       | O Elvas CAD        |

### Wiederholungsspiele
|                    | Ergebnis  |              |
| ------------------ | --------- | ------------ |
| FC Vizela          | 2:1 n. V. | SC Beira-Mar |
| SC União Torreense | 2:1       | SC Covilhã   |

## Achtelfinale
Die Spiele fanden am 28. und 29. Januar 1984 statt. (O Elvas CAD – FC Vizela am 15. Februar 1984)
|                      | Ergebnis  |                     |
| -------------------- | --------- | ------------------- |
| FC Barreirense       | 1:2       | GD Estoril Praia    |
| SC União Torreense   | 1:0       | CD Montijo          |
| Vitória Guimarães    | 2:1       | SC Salgueiros       |
| Sporting Lissabon    | 2:1       | Benfica Lissabon    |
| Rio Ave FC           | 2:2 n. V. | Varzim SC           |
| FC Paços de Ferreira | 2:1       | Gil Vicente FC      |
| FC Porto             | 2:0       | Belenenses Lissabon |
| O Elvas CAD          | 0:0 n. V. | FC Vizela           |

### Wiederholungsspiele
|           | Ergebnis  |             |
| --------- | --------- | ----------- |
| Varzim SC | 0:1 n. V. | Rio Ave FC  |
| FC Vizela | 2:1       | O Elvas CAD |

## Viertelfinale
Die Spiele fanden am 15. Februar 1984 statt. (Sporting Lissabon – FC Vizela am 6. März 1984)
|                    | Ergebnis  |                      |
| ------------------ | --------- | -------------------- |
| Vitória Guimarães  | 1:0       | FC Paços de Ferreira |
| SC União Torreense | 0:1 n. V. | FC Porto             |
| GD Estoril Praia   | 1:1 n. V. | Rio Ave FC           |
| Sporting Lissabon  | 2:0       | FC Vizela            |

### Wiederholungsspiel
|            | Ergebnis |                  |
| ---------- | -------- | ---------------- |
| Rio Ave FC | 3:1      | GD Estoril Praia |

## Halbfinale
Die Spiele fanden am 4. April 1984 statt.
|                   | Ergebnis  |            |
| ----------------- | --------- | ---------- |
| Vitória Guimarães | 0:0 n. V. | Rio Ave FC |
| Sporting Lissabon | 1:1 n. V. | FC Porto   |

### Wiederholungsspiele
|            | Ergebnis              |                   |
| ---------- | --------------------- | ----------------- |
| Rio Ave FC | 1:1 n. V. (4:3 i. E.) | Vitória Guimarães |
| FC Porto   | 2:1                   | Sporting Lissabon |

## Finale
| Paarung        | FC Porto – Rio Ave FC |
| Ergebnis       | 4:1 (3:0) |
| Datum          | 1. Mai 1984 |
| Stadion        | Estádio Nacional, Oeiras |
| Schiedsrichter | Vítor Correia |
| Tore           | 1:0 António Sousa (16.) 2:0 Eurico Gomes (28.) 3:0 Vermelhinho (38.) 4:0 António Sousa (52.) 4:1 N’Habola (89.) |
| FC Porto       | Zé Beto (74. António Barradas) – João Pinto, Eurico Gomes, António Lima Pereira, Eduardo Luís – António Sousa, António Frasco (46. Quinito), Jaime Pacheco, Jaime Magalhães – Vermelhinho, Fernando Gomes . Cheftrainer: António Morais |
| Rio Ave FC     | Alfredo Castro – Duarte Sá , Antero Duarte, Luís Sérgio, Baltemar Brito – Cabumba (29. N’Habola), Aderito Pires, Rui Casaca, Jorge Carvalho, Carlos Manuel – Manuel Pires (65. Mário Pinto). Cheftrainer: Félix Mourinho                |
| Gelbe Karten   | keine – Fernando Gomes |